# Echinoglossa
Ephysteris là một chi bướm đêm thuộc họ Gelechiidae.